# Le Marsupilami (série télévisée d'animation)
Ne doit pas être confondu avec Marsupilami (série télévisée d'animation).
Pour les articles homonymes, voir Marsupilami (homonymie).
 (mai 2018).
Si vous disposez d'ouvrages ou d'articles de référence ou si vous connaissez des sites web de qualité traitant du thème abordé ici, merci de compléter l'article en donnant les références utiles à sa vérifiabilité et en les liant à la section « Notes et références ».
Le Marsupilami
Le Marsupilami (Marsupilami) est une série télévisée d'animation belgo-américaine en 28 épisodes, inspirée du personnage éponyme créé par André Franquin et produite par Walt Disney Television Animation.
Les épisodes sont diffusés pour la première fois sur le réseau CBS à partir du 19 septembre 1992 au sein de la série Raw Toonage en complément de Bonkers et Totally Tasteless Videos. Ils sont ensuite ré-assemblés à partir du 18 septembre 1993 au sein de l'émission Marsupilami, constituée, outre les épisodes déjà diffusés, d'un épisode inédit, d'un court métrage de Sébastien le crabe et d'un épisode de Croquette et Snif.
En France, la série a été diffusée à partir du 26 septembre 1993 sur TF1 dans l'émission Disney Parade. Ses rediffusions sont nombreuses tant sur Disney Channel et Club Disney et Toon Disney.

## Synopsis
Cette série met en scène les aventures du célèbre personnage créé par Franquin et de ses amis Maurice le gorille et Stewart l'éléphant.

## Distribution

### Voix originales
- Steve Mackall : Marsupilami
- Dan Castellaneta : Stewart l'éléphant
- Jim Cummings : Maurice le gorille / Leonardo le lion / Norman
- Steve Landesberg : Eduardo le jaguar

### Voix françaises
- Éric Métayer : Marsupilami
- Pascal Renwick : Norman

## Épisodes

### Au sein deRaw Toonage(1992-1993)
1. Marsupilami contre Docteur Normanstein (Mars Meets Dr. Normanstein)
2. Deux hommes et un patin (The Puck Stops Here)
3. Le trésor de Marsup le Jaune (The Treasure of Sierra Marsdre)
4. Un faux-treuil pour deux (Mars vs. Man)
5. La cuisine était fermée de l'intérieur (Someone's in the Kitchen with Mars)
6. Titre français inconnu (Romancing the Clone)
7. La légende de Kiki l'culbut le s'ra (Wanna Be Ruler)
8. Le vent soufflera trois fois (Fear of Kites)
9. La cage aux poils (The Hairy Ape)
10. Toupie or not toupie (The Young and the Nestless)
11. Titre français inconnu (Bathtime for Maurice)
12. Mon sorcier bien aimé (Witch Doctor is Which ?)
13. La route du rhume (Jungle Fever)
14. Safarififi (Safari So Good)
15. Vanille-Braise ou L'abominable homme des glaces (Hot Spots)
16. Le singe d'une nuit d'été (Prime Mates Forever)

### Série indépendante (1993)
1. Titre français inconnu (Working Class Mars)
2. Titre français inconnu (Normzan of the Jungle)
3. Titre français inconnu (Hole in Mars)
4. Château d'Oz (The Wizard of Mars)
5. Titre français inconnu (Mar-Soup-Du-Jour)
6. Vol au-dessus d'un nid de Piou-Piou (Toucan Always Get What You Want)
7. Un éléphant sans défense (Mars Problem Pachydrem)
8. Titre français inconnu (Steamboat Mars)
9. Le clan des petits simiens (Hey, Hey ! They're the Monkeys !)
10. La partie de tache-tache (Thorn O' Plenty)
11. Titre français inconnu (A Spotless Record)
12. Cropsy le magnifique (Cropsy Turvy)
13. Londres d'un doute (Royal Foil)

### Sebastien le crabe
1. Titre français inconnu (King of the Beach)
2. Titre français inconnu (Room Service)
3. Titre français inconnu (Crab Scouts)
4. La télévision, c'est poche (TV Jeebies)
5. Titre français inconnu (Basic Insting)
6. Titre français inconnu (A Boy and His Crab)
7. Titre français inconnu (A Crabby Honeymoon)
8. Titre français inconnu (Flambe, Bombe)

### Croquette et Snif
1. Kung- Fu Minou (Kung-Fu Kitty)
2. Q.I. K.O. (I.Q. You, Too)
3. La Loi des Trucs Vivants (Night of the Living Shnookums)
4. Un Cadeau Empoisonné (Something's Fishy)
5. Le Père Noël et ses Gros Durs (Jingle Bells, Something Smells)

## Autour de la série
Mécontent des libertés prises par Disney avec la création de Franquin (Marsupilami parlant, personnages totalement inédits, etc.), Marsu Productions, qui en détenait alors les droits, intenta un procès en 1994 à la multinationale américaine avant de lancer en 2000, une série d'animation plus conforme à l'esprit original.

### Sortie Vidéo
La série animée est disponible en VHS: 1993 2 VHS Houba, Houba! ; Superstar
En raison du différents juridique entre Disney et Marsu Production, la série n'a jamais sorti en format DVD.